# Zöld tenger hadművelet
A Zöld tenger hadművelet (portugálul Operação Mar Verde, angolul Operation Green Sea, Portugálián kívül mint Guinea portugál inváziója ismert) egy 1970-es partraszállási hadművelet volt, amelyet kb. 350–420 portugál katona és a hozzájuk csatlakozott guineai felkelők hajtottak végre Guinea fővárosa, Conakry ellen. A hadművelet célja Sékou Ahmad Touré uralmának megdöntése volt, a Guinea és Zöld-fok Függetlenségéért Párt vezetőjének, Amílcar Cabral elfogása, a párt haditengerészeti eszközeinek és légi erejének megsemmisítése, illetve a Conakry-ban fogva tartott portugál hadifoglyok kiszabadítása.
A hadműveletben a portugálok csak részleges sikert értek el: a hadifoglyok kiszabadítása után megsemmisítettek pár hadihajót és repülőt, majd visszavonultak. Nem sikerült elfogni Cabralt és Touré uralmának megdöntésére sem nyílt lehetőségük.

## Előzmények
1952-ben Ahmed Sékou Touré került a Guineai Demokratikus Párt (Parti Démocratique de Guinée, PDG) élére. 1957-ben Guineában választásokat tartottak és a párt a 60 képviselői helyből 56-ot megszerzett. A PDG ezután egy népszavazást rendezett 1958 szeptemberében, amelyen a guineaiak nagy többsége az ország azonnali függetlenségére szavazott (a Franciaországgal fenntartott szoros kapcsolat ellenében). A népszavazás után a franciák kivonultak és 1958. október 2-án Guinea kikiáltotta függetlenségét és Touré lett az első elnök.
1960-ban Touré befogadta az országba Amílcar Cabral-t és az általa vezetett Guinea és Zöld-fok Függetlenségéért Pártot (Partido Africano da Independência da Guiné e Cabo Verde, PAIGC). Cabral és pártja a portugál gyarmatbirodalomhoz tartozó Portugál-Guinea (ma: Bissau-Guinea és a Zöld-foki-szigetek függetlenségéért küzdött. 1961-ben a PAIGC megindította a függetlenségi harcot Bissau-Guineában a portugálok ellen és hamarosan jelentős sikereket ért el.
1969 elején a portugál vezetés arról értesült, hogy a Szovjetunió hét tengeralattjárót adott Guineának, amiből négyet a PAIGC-nek szántak. A torpedóvetővel és légvédelmi fegyverekkel felszerelt tengeralattjárók nagy veszélyt jelentettek a Bissau-Guineában állomásozó portugál tengerészeti egységeknek, mivel azok nem tudták volna felderíteni azokat. A tengeralattjárók az éj leple alatt bármikor meg tudták volna közelíteni Bissau kikötőjét és meg tudták volna támadni a portugál hajókat, köztük a katonák szállítására használt, 3000 fő befogadóképességű utasszállítót.

## Célok

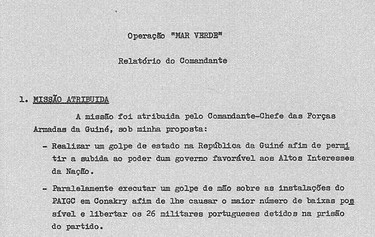
A portugál vezérkar parancsa a hadművelet megindításáról

A hadműveletet portugál részről Alpoim Calvão tervezte meg és vezette, és António de Spínola (Bissau-Guinea kormányzója és a portugál vezérkari főnök helyettese), illetve Marcello Caetano miniszterelnök hagyták jóvá, a gyarmatügyi és a külügyminiszter tiltakozása ellenére.
Mivel a portugál vezetés felismerte, hogy Bissau-Guineában nem tudják megnyerni a háborút, ha a PAIGC háborítatlanul működhet Guineában, illetve mivel Mozambikban és Angolában is kezdtek nehézségek támadni a helyi felszabadító mozgalmakkal, úgy döntöttek, hogy minden-vagy-semmi alapon támadást indítanak a PAIGC hátországa ellen.
A támadással igyekeztek megsemmisíteni a PAIGC eszközeit, elfogni és likvidálni felső vezetését, elén Amílcar Cabrallal, illetve meggyilkolni Touré elnököt és helyére a gyarmatosítókkal szemben barátságosabb vezetőt ültetni. Emellett a támadók feladata volt a PAIGC által foglyul ejtett és Conakryban őrzött portugál sorkatonák kiszabadítása is.

## A támadás

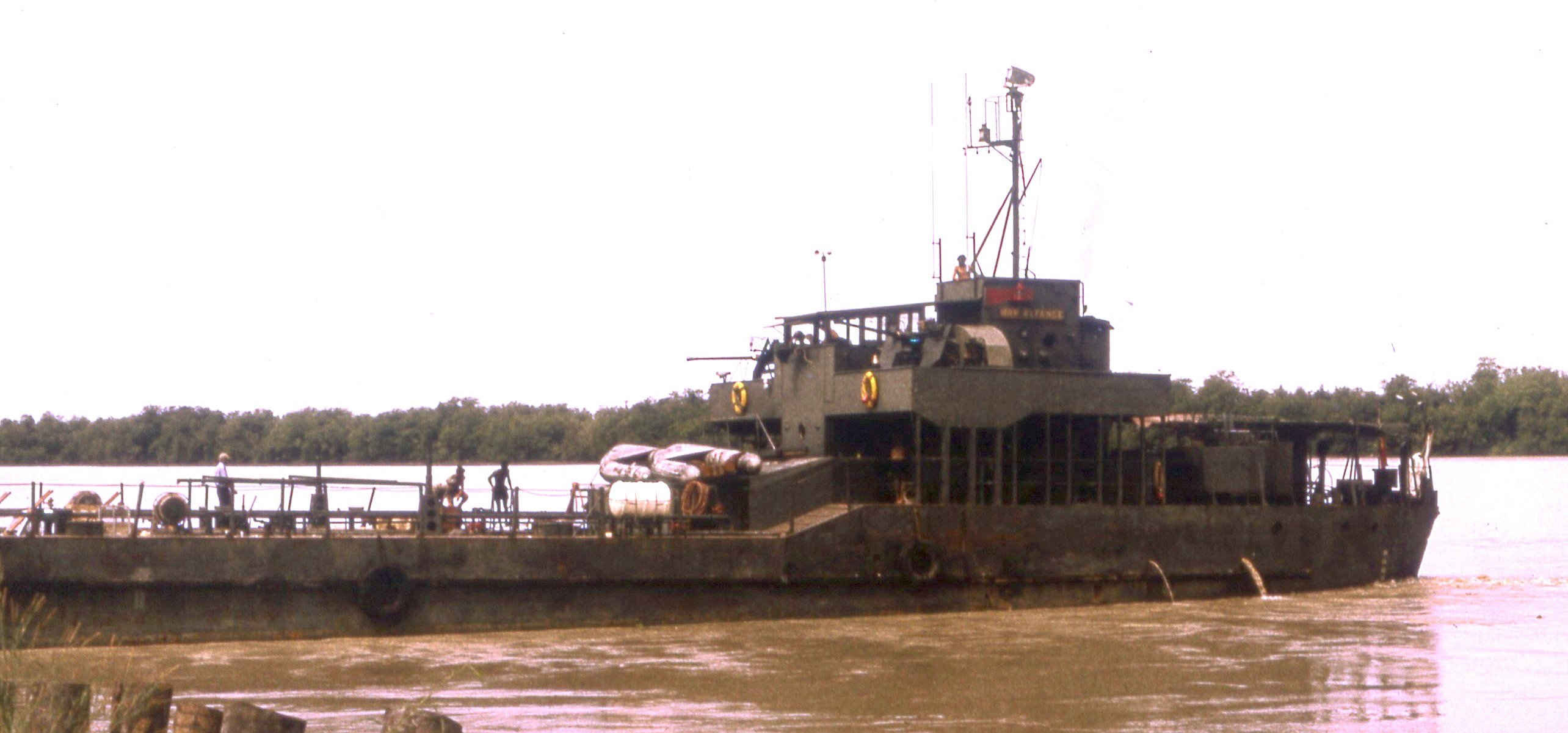
A portugál haditengerészet egyik partraszállító hajója a portugál gyarmati háborúk idejéből.

1970. november 21-ről 22-re virradó éjszaka kb. 220 portugál katona és kb. 200, a helyi milícia egyenruhájába öltözött guineai felkelő, portugál tisztek irányítása alatt, partra szállt Conakry térségében. A katonákat a portugál haditengerészet partraszállító hajói, illetve teherhajók szállították. Egyik csoportjuk megsemmisítette a PAIGC 4-5 hajóját. Másik csoportjuk Touré elnök nyári rezidenciájához közel ért partot és felgyújtotta azt. (Touré ekkor az elnöki palotában tartózkodot.)
A katonák másik része elfoglalta a helyi milícia két támaszpontját, elfoglalták a város erőművét, behatoltak a PAIGC főhadiszállására (de Amílcar Cabralt nem találták ott) és kiszabadítottak 26 portugál hadifoglyot, akiket a PAIGC tartott fogságban.
Azonban Touré elnököt nem találták, Amílcar Cabral akkor már 10 napja külföldön tartózkodott, a helyi légierőt nem sikerült megsemmisíteni, mivel nem találták az elfoglalt légitámaszponton, nem sikerült az áramellátást biztosító erőművet leállítani és egy guineai katonákból álló szakasz átállt és elárulta a támadás teljes tervét.
Hamarosan a helyi milícia egységei megszervezték a védelmüket, felvették a harcot a támadókkal és visszavonulásra kényszerítették őket. A támadók csak 8 főt vesztettek (1 portugál katona, 7 guineai), míg a helyi erők veszteségei nem ismertek (a becslések 50 - 500 fő közé esnek).

## Következmények
A támadás következtében a gyarmataihoz mindenáron ragaszkodó Portugália még jobban elszigetelődött a nemzetközi kapcsolatok terén. Touré elnök a támadás után még több és még közvetlenebb támogatást nyújtott a PAIGC-nek, amely nemzetközi segítséget is kapott és fokozta támadásait a portugálok ellen.

### Belső tisztogatások
Az invázió után egy héttel Touré felállította a 10 főből álló Felső Parancsnokságot (Haut-Commandement). A helyi politbüró lojális tagjaiból álló felső parancsnokság Touré nevében, a parlament megkerülésével, lényegében rendeletileg irányította Guineát. A Felső Parancsnokság utasítására került sor letartóztatásokra, tárgyalás nélküli börtönbüntetésekre és kivégzésekre. A kormányzati és rendőrségi tisztviselőket megtizedelték, a tisztogatás legmagasabb rangú áldozata a központi bank elnöke és a pénzügyminiszter Ousmane Baldé volt.
Háromnapos tárgyalás után, 1971. január 23-án a Legfelsőbb Forradalmi Bíróság elrendelte 29 személy kivégzését (amit három nappal később véghez is vittek), 33 személy távollétében halálra, 68 személyt életfogytig tartó börtönbüntetésre ítélt, 17 esetben teljes vagyonelkobzást rendelt el. A portugál zsoldban álló afrikai katonákat, akik dezertáltak, életfogytig tartó kényszermunkára ítélték. 89 fogva tartott személyt végül elengedtek, de ellenzéki források szerint sokan egyszerűen eltűntek a börtönök mélyén és tárgyalásukra sosem került sor. A kivégzettek között voltak a párt helyi vezetői Conakry-ban, a helyi rendőrfőnök, az elnök egyik titkára, a pénzügyminisztérium helyettes minisztere és öt guineai katona. A vagyonelkobzás büntetést általában francia vagy libanoni nemzetiségű polgárok kapták. Életfogytiglant kaptak többek között volt miniszterek, az állami vállalatok vezetői, egy volt tartományi kormányzó és a nemzeti múzeum két vezető tisztviselője is.
1971 júliusában Touré tisztogatást hajott végre a hadsereg tiszti állományában is.

### Politikai reakciók
1970. december 8-án az ENSZ Biztonsági Tanácsa elfogadta 290. számú határozatát, amely elítélte Portugáliát a guineai invázióért és felhívta az előbbit, hogy tartsa tiszteletben az önrendelkezés és a függetlenség alapelveit Guineával szemben. December 11-én az Afrikai Egységszervezet (Organization of African Unity, OAU) hozott egyhangú határozatot, amelyben szintén elítélték az inváziót.
Nigéria és Algéria katonai segítséget ajánlott Guineának minden további invázió ellen, míg a Szovjetunió haditengerészeti egységeket vezényelt a térségbe, hogy elejét vegyék a Touré-rezsim, illetve a PAIGC elleni további támadásoknak.The Naval Institute guide to the Soviet Navy, p. 42

## Fordítás
- Ez a szócikk részben vagy egészben  a   Green Sea Operation című angol Wikipédia-szócikk fordításán alapul.  Az eredeti cikk szerkesztőit annak laptörténete sorolja fel. Ez a jelzés csupán a megfogalmazás eredetét és a szerzői jogokat jelzi, nem szolgál a cikkben szereplő információk forrásmegjelöléseként.

### A támadásban részt vevő, vagy arról tudomást szerző portugál katonák visszaemlékezései
- (portugálul) João Tunes. Guiné 63/74 - DCCXXXII: Onde é que vocês estavam em 22 de Novembro de 1970 ?  Luís Graça & Camaradas da Guiné, 4 May 2006. Hozzáférés ideje: 2008-03-18.
- (portugálul) João Tunes.  DA HORA DOS AVENTUREIROS, 2 May 2006.  Hozzáférés ideje: 2008-03-18.
- (portugálul) Carlos Fortunato. Operação Mar Verde - 22 November 1970, Crónica de Carlos Fortunato, ex-furriel da CCaç. 13. 24 February 2003, revised 21 July 2006.  Hozzáférés ideje: 2008-03-18.